# Gy-en-Sologne
Gy-en-Sologne es una comuna francesa situada en el departamento de Loir y Cher, en la región de Centro-Valle del Loira. Tiene una población estimada, en 2018, de 513 habitantes.

## Demografía
| 538 | 513 | 509 | 444 | 419 | 449 | 513 | 498 |
| Para los censos de 1962 a 1999 la población legal corresponde a la población sin duplicidades (Fuente: INSEE [Consultar]) |     |     |     |     |     |     |     |